# Le’Shell Wilson
Le’Shell Lee Wilson III (* 31. Januar 1975) ist ein ehemaliger US-amerikanischer Basketballspieler.

## Werdegang
Der aus Waco im US-Bundesstaat Texas stammende Wilson war ab 1993 Mitglied der Hochschulmannschaft der University of Arkansas. In seiner ersten Saison gewann der 2,11 Meter große Innenspieler den NCAA-Meistertitel. Im Endspiel gegen die Duke University Anfang April 1994 erzielte Wilson vier Punkte und vier Rebounds. Bis 1997 bestritt er insgesamt 129 Einsätze für Arkansas (5,2 Punkte, 3,5 Rebounds/Spiel).
Wilsons erste Mannschaft im bezahlten Basketball war in der Saison 1997/98 der polnische Erstligist SKK Szczecin, für den der US-Amerikaner in 40 Spielen im Durchschnitt 14,1 Punkte erzielte. 1998 spielte er in seinem Heimatland für die Atlantic City Seagulls in der United States Basketball League (USBL). Zur Saison 1998/99 wechselte Wilson in die deutsche Basketball-Bundesliga zu TSV Bayer 04 Leverkusen. Für die Rheinländer stand er bis 2000 in der Bundesliga in 54 Spielen auf dem Feld und erreichte einen Punkteschnitt von 10,1 je Begegnung. Er trat mit Leverkusen ebenfalls im europäischen Vereinswettbewerb Korać-Cup an.
Wilson setzte seine Laufbahn in Polen fort, spielte in der Saison 2001/02 bei Legia Warschau, 2002/03 bei Czarni Słupsk und 2003/04 kurz bei Noteć Inowrocław. Nach dem Ende seiner Zeit als Berufsbasketballspieler wurde er in seinem Heimatland als Polizist beruflich tätig.